# Bonifaz Räss

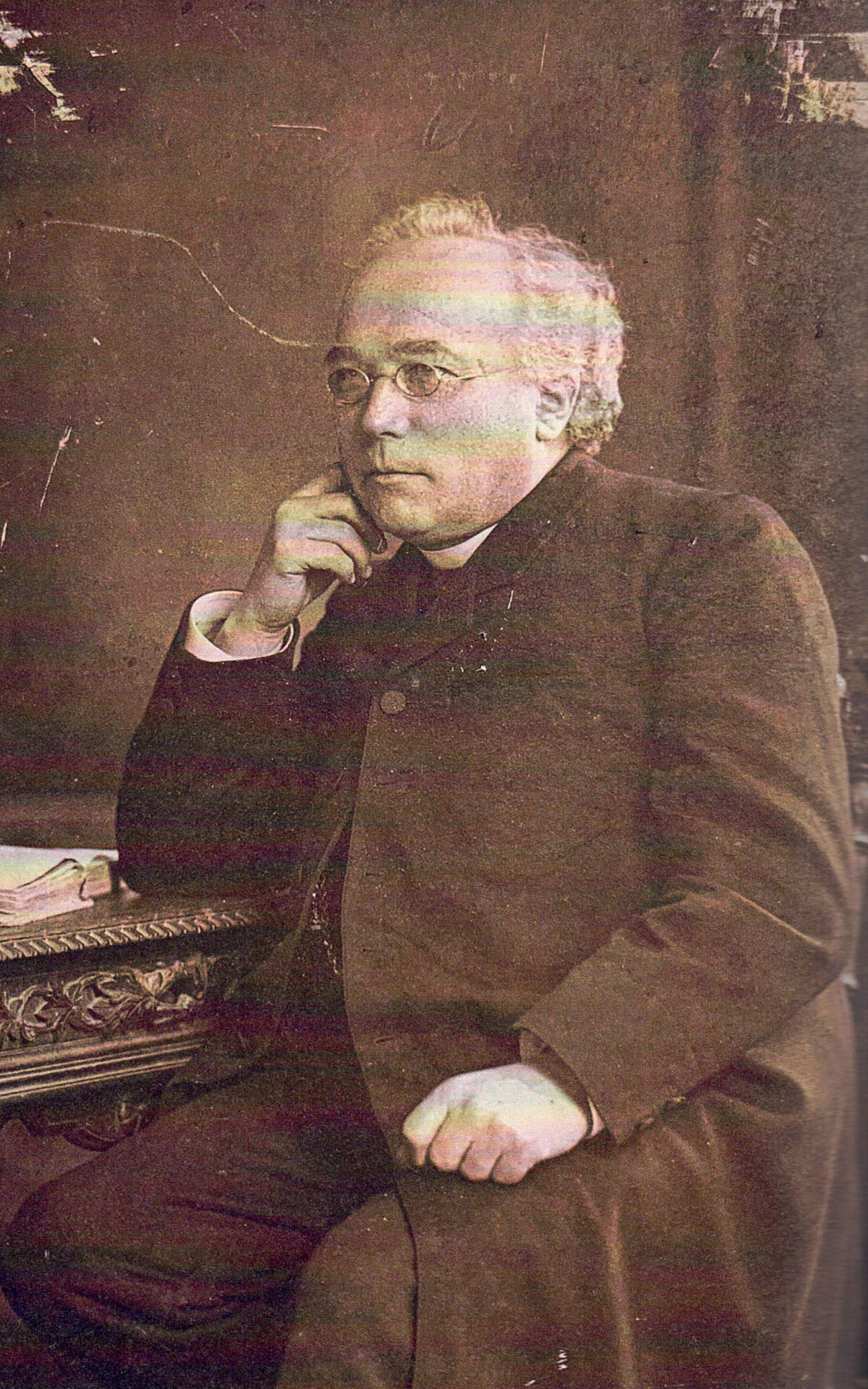
Bonifatius Räss um 1900

Bonifaz Räss, auch Bonifatius Räss (* 2. Juli 1848 in Chur; † 11. April 1928 in Altstätten, heimatberechtigt in Appenzell), war ein schweizerischer katholischer Theologe.

## Leben
Bonifaz Räss wurde am 12. Juli 1848 als Sohn des Schuhmachers Josef Räss und der Agatha geborene Pool in Chur geboren. Nach Schulbesuchen in Chur, wo ihn besonders Theodosius Florentini beeinflusste, begann er 1867 ein Theologiestudium in Monza, das er ab 1868 am Collegium Helveticum in Mailand, in Chur und Innsbruck fortsetzte. 1871 empfing er die Priesterweihe.
Seinen ersten seelsorgerischen Dienst versah er von 1871 bis 1881 als Kaplan in Mels. Daran anschliessend wirkte Bonifaz Räss von 1881 bis 1888 als Pfarrer in Marbach, von 1888 bis 1908 in Appenzell, wo er auch bischöflicher Kommissär war, sowie von 1908 bis 1912 in Bernhardzell und schliesslich als Spiritual im Kreuzspital Chur. Ab 1920 lebte er als Resignat im Priesterheim Altstätten. 1921 wurde Räss zum Prälaten und Päpstlichen Geheimkämmerer ernannt. Er verstarb am 11. April 1928 wenige Monate vor Vollendung seines 80. Lebensjahres.

## Wirken
Im «Geiste Florentinis» initiierte und finanzierte er als erfolgreicher Spendensammler und aus eigenen Mitteln die in den Jahren 1890 bis 1892 mit weiteren Arbeiten bis 1907 erfolgte Restaurierung der Pfarrkirche Appenzell sowie den von 1901 bis 1903 dauernden Bau des Bürgerheims. Im Jahr 1908 gründete er das Kollegium Appenzell.